# Castlederg
Castlederg (anciennement Caslanadergy, en irlandais : Caisleán na Deirge, château sur le Derg) est une ville du comté de Tyrone, en Irlande du Nord. 

## Géographie
La localité se trouve sur la rivière Derg, près de la frontière avec le comté de Donegal. Elle se situe dans les townlands de Castlesessagh et  Churchtown dans l'ancienne  baronnie de Omagh West et la  paroisse civile d' Urney. L'agglomération possède un château en ruines et deux tombes anciennes connues sous le nom d'autel du druide et de la tanière de Todd. 
Sa population est estimée à 2 935 habitants en 2008.
La vile accueille chaque année des événements clés du district, notamment le Derg Vintage Rally, le festival de musique Dergfest, le Red River Festival et la traditionnelle foire aux pommes qui voit les pomiculteurs du comté d'Armagh venir vendre leurs produits.
Autrefois, Castlederg était une étape de voyage le long de l'ancienne route de pèlerinage vers Station Island sur  Lough Derg. 
La ville possède des ruines antiques et des colonies monastiques.

## Toponymie
Le nom de Catslederg est issu de l'anglais Castle qui signifie château et de Derg, nom de la rivière qui traverse la ville.
La ville est aussi appelée Caisleán na Deirge en gaélique irlandais.

## Histoire

### Les troubles
Pendant les troubles, 25 personnes ont été tuées à Castlederg et dans ses environs (y compris Killeter et  Killen). De nombreux attentats à la bombe ont été subis par le la ville. L'Armée républicaine irlandaise provisoire (IRA) a tué 11 membres de l'Ulster Defence Regiment et du Royal Ulster Constabulary, quatre autres membres de l'IRA qu'elle a accusés d'être des informateurs et trois civils Ulster Protestant.
Quatre membres de l'IRA ont également été tués lorsque leurs bombes ont explosé prématurément. Les  Loyalistes d'Ulster, des paramilitaires, ont tué trois civils catholiques.

## Politique et administration
La ville est l'une des circonscriptions électorales du district de Derg, Derry City and Strabane District Council. 
Les autres quartiers sont Finn, Glenderg, Newtownstewart et Sion Mills. 
Lors des élections de 2014 pour le Derry et Strabane District Council, trois conseillers Sinn Fein, un  DUP et un  UUP  ont été élus dans le district de Derg.

## Démographie

### Population XIXè siècle
La population a augmenté au cours du siècle,.
| Année      | 1841 | 1851 | 1861 | 1871 | 1881 | 1891 |
| ---------- | ---- | ---- | ---- | ---- | ---- | ---- |
| Population | 476  | 596  | 637  | 703  | 756  | 796  |
| Chevaux    | 81   | 102  | 106  | 119  | 137  | 155  |

### Population XXIè siècle
Castlederg est classée ville moyenne par la Northern Ireland Statistics and Research Agency (NISRA) (entre 2 250 et 4 500habitants).
Au recensement du 29 avril 2001, la population de Castlederg se monte à 2 074 habitants dont :
- 23.0% de moins de 16 ans et 22.7% de 60 ans et plus ;
- 48.2% d'hommes et 51.8% de femmes ;
- 59.0% se déclarent d'origine catholique,  40.5%  d'origine 'Protestant and Other Christian (incluant les chrétiens non pratiquant)' ;
- 6.2% des 16–74 se déclarent sans emploi.

Pour aller plus loin : NI Neighbourhood Information Service

## Culture locale et patrimoine

### Lieux et monuments

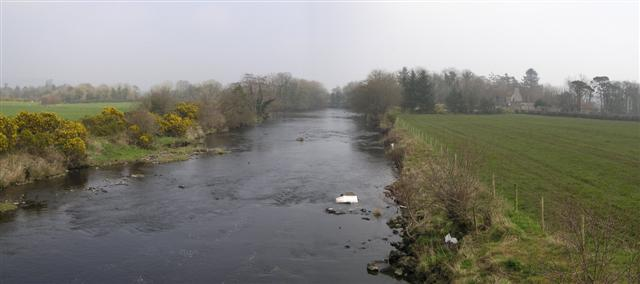
La rivière Derg.
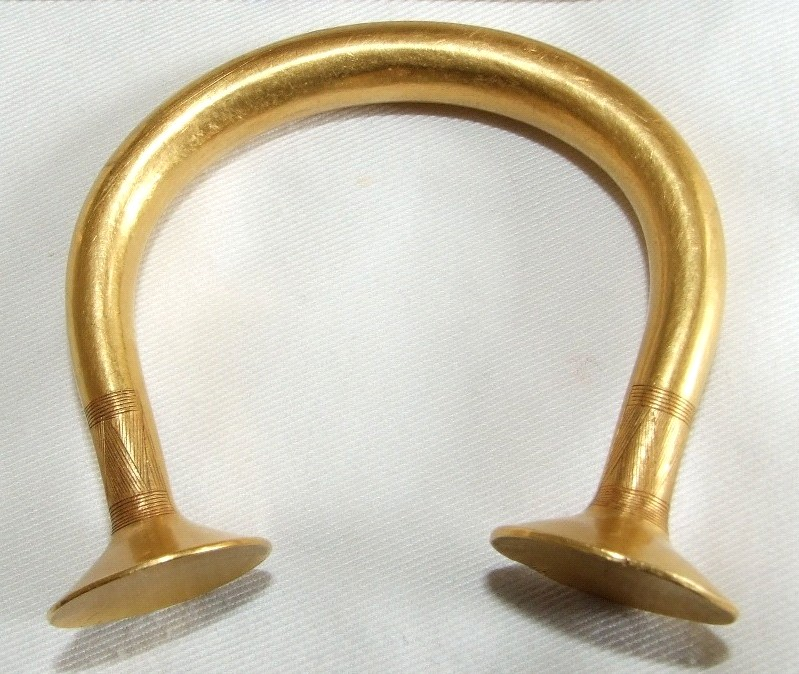
Bracelet de l'âge du bronze.
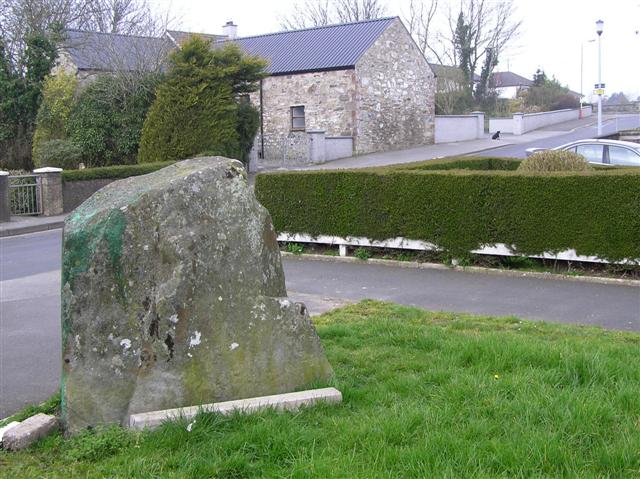
Pierre levée.
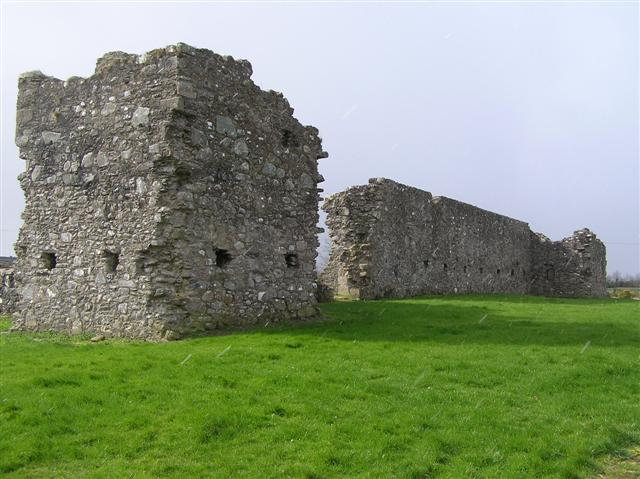
Les ruines de Castlederg Castle.

### Personnalités liées à la commune
- Karen Buck (née le 30 août 1958 à Castlederg) femme politique britannique du parti travailliste qui est député depuis 1997, d'abord pour Regent Park et Kensington du Nord jusqu'en 2010 , et pour Westminster Nord ensuite.
- Conor Bradley,  footballeur né le 9 juillet 2003 à Castleberg.